# یامبلیخوس

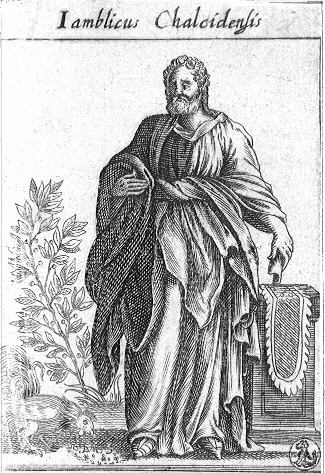
Iamblichos (* um 240/245[1] in Chalkis; † um 320/325) war ein antiker griechischer Philosoph der neuplatonischen Richtung aus Syrien.

یامبلیخوس (به انگلیسی: Iamblichus) (۲۴۵-۳۲۵ میلادی) فیلسوفی نوافلاطونی از سوریه بود که مسیر فلسفه نوافلاطونی متاخر را تعیین کرد. وی از شاگران فرفوریوس بود.

## فلسفه
یا مبلیخوس گرایش نوافلاطونیِ افزایش دادن اعضای سلسه مراتب موجودات را خیلی پیشتر برد و آن را با تاکید بر اهمیت فن ارتباط با قوای فوق طبیعی و علوم خفیه به طور کلی ترکیب کرد.

## پی نوشت‌ها
1. ↑  فردریک کاپلستون، «تاریخ فلسفه - جلد یکم؛ یونان و روم»؛ ترجمه سید جلال الدین مجتبوی، انتشارات صدا و سیمای جمهوری اسلامی ایران، شرکت انتشارات علمی و فرهنگی، 1388.